# Кибальчич, Владимир Викторович
Владимир Викторович Кибальчич-Русаков (исп. Vladimir Victorovich Kibalchich Rusakov; 15 июня 1920, Петроград, РСФСР — 21 июля 2005, Куэрнавака, близ Мехико), известный под псевдонимом «Влади» (Vlady) — российско-французско-мексиканский художник (живописец и график).
Сын писателя и левого политического деятеля Виктора Кибальчича, также известного как Виктор Серж, с которым прибыл в Мексику как советский политический беженец. Привлеченный занятиями живописью в Европе, Влади вскоре стал заметной фигурой художественной и интеллектуальной сцены Мексики, представив свою первую индивидуальную выставку в 1945 году, через два года после приезда в страну.
Влади провёл большую часть своей карьеры в Мексике, периодически путешествуя по Европе, и приобрел широкую известность в 1960-х годах. В 1970-х годах его пригласили расписать фрески в Библиотеке имени Мигеля Лердо де Техада — церковном здании XVII века в историческом центре Мехико. Результатом стала роспись главного зала «Las revoluciones y los elementos», посвящённая различным революционным процессам в современном мире. Работа слыла несколько скандальной, но проложила путь к его последующим монументальным муралам в Никарагуа и Кульякане.
Труды Влади были отмечены рядом наград, в том числе почётным членством в Российской академии художеств. За несколько лет до своей смерти в 2003 году художник пожертвовал 145 офортов городу своего детства Оренбургу, а в 2005 году - Мексике 4600 произведений из персональной коллекции, около тысячи из которых ныне хранятся в Центре Влади (Centro Vlady) при Автономном университете Сьюдад-де-Мехико, посвящённом исследованию и продвижению работа художника.

## Биография

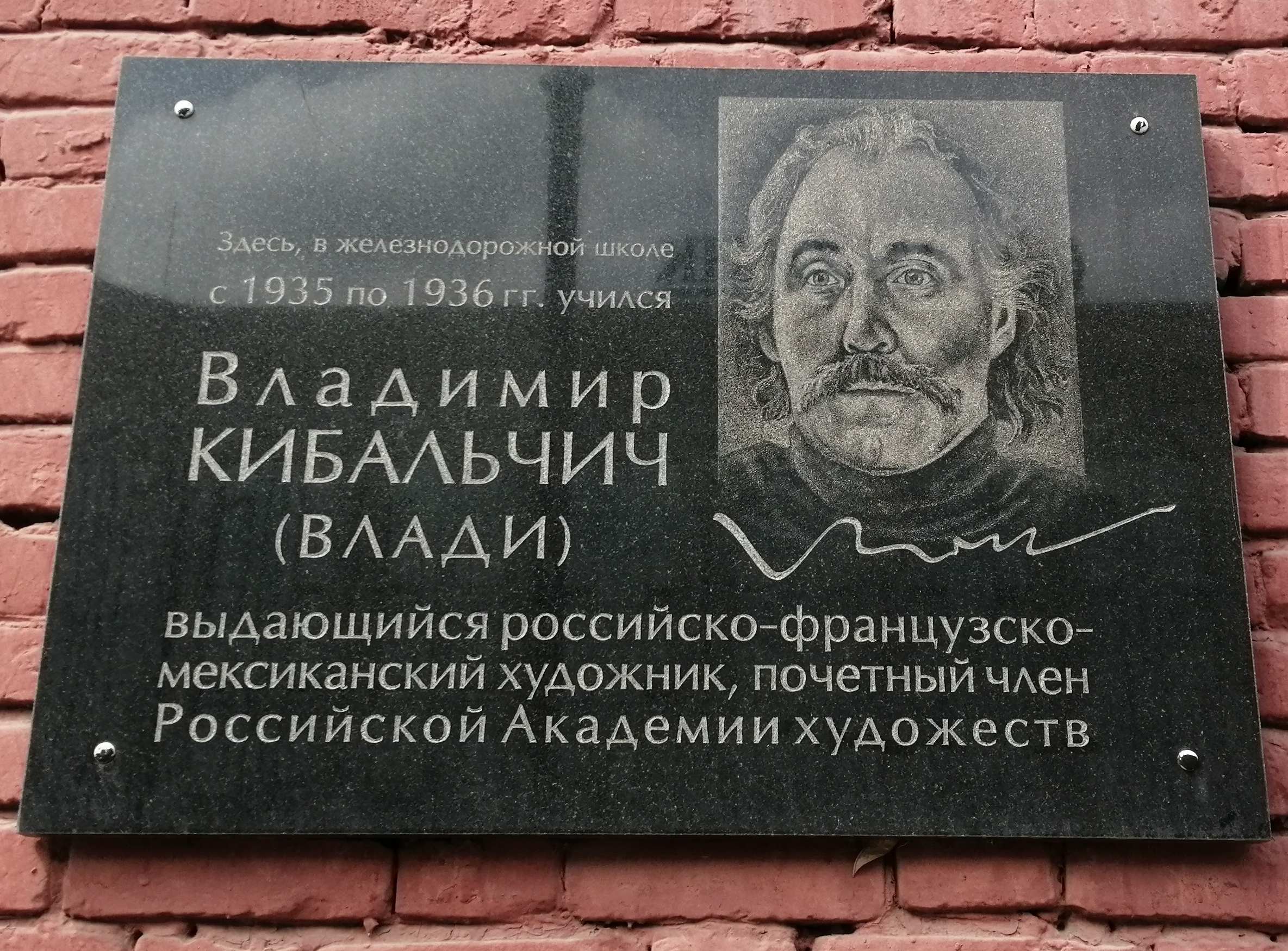
Мемориальная доска в Оренбурге

Влади родился 15 июня 1920 года в Петрограде (ныне Санкт-Петербург). Он был сыном писателя, переводчика, фотографа и революционера Виктора-Наполеона Львовича Кибальчича, более известного как Виктор Серж, и Любови Русаковой; внук народовольца, эмигрировавшего в Бельгию.
Бывший эсер и анархист Серж вернулся на родину родителей, где вступил в ВКП(б), работал в Третьем Интернационале, был секретарём Льва Троцкого и поддерживал троцкистскую Левую оппозицию. За это после консолидации всей власти в Советском Союзе в руках Сталина Серж был исключён из партии и в 1933 году сослан с семьёй в Оренбург, но Любовь Русакова незадолго до отъезда была помещена в психиатрическую клинику, поэтому на Урал Владимир отправился вместе с отцом. К оренбургскому периоду (1933 - 1936 гг.) относятся первые карандашные и акварельные зарисовки будущего художника. 
Благодаря заступничеству французских интеллектуалов, включая Ромена Роллана и Андре Мальро, семье было разрешено покинуть Советский Союз в апреле 1936 года. Несколько месяцев они жили в Брюсселе (Бельгия), а затем переехали в Париж (Франция). В это время Влади активно поддерживал республиканцев во время гражданской войны в Испании, хотя из-за своего возраста ещё не мог в ней участвовать.
Время, проведённое в Бельгии и Франции, дало ему первый опыт работы с современным тогда искусством, что побудило его стать художником. В Париже Влади учился в мастерских различных художников, таких как Виктор Браунер, Вифредо Лам, Жозеф Лакасс, Андре Массон и скульптор Аристид Майоль. Во время Второй мировой войны нацистское вторжение во Францию вынудило семью снова бежать.
Семья отправилась в Марсель, чтобы сесть на судно, отбывавшее из Европы, но мать Влади снова пришлось госпитализировать. Влади и его отец отправились на остров Мартиника, но мать осталась в психиатрической клинике в Экс-ан-Провансе, где в том же году скончалась.
С Мартиники отец и сын отправились в Доминиканскую Республику. Их изначально привлекал климат и люди страны. Его отец снова начал писать, но был обеспокоен незнанием Влади испанского и склонностью того болтаться с другими беженцами в барах. Экс-президент Мексики Ласаро Карденас, один из генералов Мексиканской революции, в своё время предоставивший убежище Троцкому, помог им получить визу для проживания в его стране, и после непродолжительного пребывания на Кубе семья Кибальчичей прибыла на полуостров Юкатан.
В 21-летнем возрасте Влади обосновался с отцом в Мехико в 1943 году. Хотя Влади и его отец быстро интегрировались в художественные и интеллектуальные круги страны, их экономическое положение было шатким. Влади упорно трудился, чтобы добиться своей первой художественной выставки в Instituto Francés de América Latina в 1945 году, но его отец умер спустя несколько дней. В том же году Влади женился на мексиканке Исабель Диас Фабела, а через два года после этого получил гражданство Мексики.
Принимал участие во многих групповых выставках мексиканских художников, участвовал в международных выставках за рубежом. Развивая карьеру в Мексике, Влади поддерживал частые контакты с Европой. Его первый послевоенный визит на оправлявшийся от Второй мировой континент состоялся в 1950 году, когда он посетил Нидерланды, Бельгию, Югославию, Испанию, Италию, Англию и Францию, где сделал серию литографий. В 1964—1965 годах он снова путешествовал по разным странам, а в 1969 году посетил Бельгию, Францию и Португалию.
В 1989 году Кибальчич отправился в Советский Союз, чтобы добиваться от Горбачёва реабилитации Троцкого и Сержа.
Влади жил и работал в Мехико до 1990 года, когда переехал в Куэрнаваку, в загородный дом с большой студией. Он продолжал жить там с женой и работать до своей смерти 21 июля 2005 года от рака мозга. Его супруга Исабель умерла в 2010 году.

## Творчество

### Живопись и выставки
Занимался станковой и монументальной живописью, а также акварелью, гравюрой и литографией. После приезда в Мексику Влади был очарован муралами — монументальными настенными фресками, написанными художниками-коммунистами Диего Риверой и Хосе Клементе Ороско, и сначала безуспешно пытался их имитировать. Путешествовал по Мексике, чтобы больше узнать о своей новой стране, оставляя зарисовки людей и географии. Его последующие выставки включало открытие галереи Galería Prisse в 1952 году с Альберто Джиронеллой и Энрике Эчеверриа. Она просуществовала всего год, но оказала большое влияние на «Поколение разрыва». С 1951 по 1961 год он участвовал в Парижских биеннале (I и II), биеннале в Сан-Паулу, IV биеннале в Токио и биеннале в Кордове (Аргентина).
Карьера Влади набрала обороты, когда ему было за сорок — он стал неоднократно получать престижные премии. В 1966 году он получил грант от посольства Франции в Мексике на поездку в Париж для изготовления литографий. В 1967 году он выиграл медаль на Всемирном мероприятии в честь Баккаччо в Чертальдо (Италия). Он был приглашен для участия в Confrontación 66 и участвовал в Hemisferia 68, а также во Всемирной выставке в Осаке. В 1968 году он получил стипендию Гуггенхайма, благодаря которой провел год в Нью-Йорке. Другие важные выставки были в Художественном музее Санта-Барбары, Музее современного искусства в Мехико и галерее Woadington в Монреале; его работы также экспонировались в Италии, Бразилии и Аргентине.
В 1986 году в Дворце изящных искусств Мехико состоялась большая ретроспектива его работ. В 1989 году у него была выставка в Jardín Borda в Куэрнаваке. В 2000 году Музей современного искусства Мехико представил ретроспективу работ Влади, в которую вошли 173 акварели, эскизы, гравюры и литографии.
С 2000 по 2005 год его работы демонстрировались на различных выставках, в основном в Мексике и России, включая Музей Хосе Луиса Куэваса и Государственный музей изобразительных искусств им. А. С. Пушкина в Москве. В Оренбургском областном краеведческом музее в сентябре 2002 года открылась выставка «Кибальчичи: отец и сын» из подлинных предметов и документов, переданных художником через Оренбургский благотворительный фонд "Евразия" в Россию. 4 февраля 2004 года в Оренбургском областном музее изобразительных искусств был открыт зал графики Почетного члена Российской академии художеств В.Л. Кибальчича (Влади). В июне-июле 2005 года, в самый канун смерти художника, выставка графики Влади из оренбургского собрания прошла в МВК РАХ Галерее искусств Зураба Церетели в Москве. В 2015 году, по случаю 10-летию со дня смерти художника, во Всероссийском музее декоративно-прикладного и народного искусства в Москве состоялась выставка «Влади возвращается домой». С ноября 2020 по февраль 2021 года в Музее современной истории России в Москве работала экспозиция "Кибальчичи: отец и сын" из собрания двух оренбургских музеев. С июня 2020 года Влади представлен в Галерее выдающихся оренбуржцев "Наши люди".

### Муралы и монументальные произведения
В 1972 году президент Мексики Луис Эчеверриа пригласил Кибальчича расписывать фрески по заказу мексиканского правительства. Его важнейший проект росписи начался в 1973 году для Библиотеки имени Мигеля Лердо де Техада (Biblioteca Miguel Lerdo de Tejada). На реализацию проекта, площадь которого составила 2 000 квадратных метров, потребовалось восемь лет. Работа разделена на несколько панелей, которые, в отличие от большинства мексиканских муралов, не ограничиваются историей Мексики, но затрагивают различные современные революции, включая русскую, французскую, различные американские движения за независимость и даже сексуальную революцию. середины XX века. Общая работа называется Las revoluciones y los elementos и состоит из панелей под названием La tríade apacionada, La mano martirizante de la vieja fe rusa, la passion comunista и Una cabeza autosuficiente. Влади сперва завершил роспись в часовне, которая считается самой важной и стал причиной переименования этого места в «Фрейдистский зал». Работы были наконец открыты в 1982 году президентом Хосе Лопесом Портильо. Фрески библиотеки посетили ряд известных людей, включая Эдгара Морена, Лоуренса Ферлингетти, Жана-Пьера Шевенмана, Мишеля Лекенна, Аллена Гинзберга и Андрея Вознесенского. Фрески остаются в хорошем состоянии, а в библиотеке в 2000-х годах проводились реставрационные работы, чтобы внутрь не попали влага и другие разрушающие элементы.
Библиотечные муралы считались несколько противоречивыми, но они также привели к приглашениям Кибальчичу от никарагуанского правительства к росписям для Национального дворца революции в Манагуа в 1987 году (совместно с канадско-мексиканским художником Арнольдом Белкиным). В Кульякане он расписал пятьдесят квадратных метров потолка работой под названием El ocaso y la alborada, используя венецианскую технику, которой он восхищался благодаря использованию пигментов.
В 1990-е годы Влади написал несколько монументальных полотен. В 1994 году он завершил серию монументальных росписей социального звучания из четырёх частей под названием Luces y obscuridad, Violencias fraternas, Descendimiento y ascension и Huella del pasado. Однако эти работы были уничтожены вскоре после их официального представления в бывшей тюрьме Лекумберри — в связи с открытой поддержкой Влади леворадикального оппозиционного движения сапатистов в Чьяпасе.
В 1995 году он представил епископу Чьяпаса Самуэлю Руису Tatic — ещё одно монументальное произведение в поддержку того же движения; оно было полностью завершено в 2000 году.

### Признание
В конце 1960-х он стал членом Salón de Independientes, но покинул в 1970 году. В 1971 году он получил премию Premio Annual de Grabado в Салоне мексиканской пластики, членом которого он состоял. В 1998 награждён французским орденом Искусств и словесности. В 2000 был признан в Мексике человеком тысячелетия в области изобразительных искусств. 4 февраля 2004 г. состоялось торжественное открытие Персонального зала Почётного члена Российской Академии художеств в Оренбургском областном музее изобразительных искусств. В 2005 году Влади получил памятную медаль Palacio de Bellas Artes от Национального института изящных искусств. 26 августа 2005 года в Оренбурге на здании школы, где учился Влади, фондом "Евразия" была установлена мемориальная доска художника. В 2020 году Почта России выпустила художественный маркированный конверт к 100-летию Влади.

## Стиль
Влади был художником, художником-монументалистом и гравером, а также лидером движения современного искусства в Мексике. На него больше всего повлияли мексиканский мурализм и французский сюрреализм — испытав их влияние, он не вместе с тем отказался от стилей этих школ живописи. Первоначально вдохновлённый мексиканскими художниками-монументалистами, Влади не любил националистические и дидактические элементы их творчества. Будучи одного возраста с муралистами, он отождествлял себя с более молодыми мексиканскими художниками из «поколения разрыва». Позже Влади экспериментировал с абстракцией, сохраняя фигуративные образные элементы, такие как солнечные лучи, песок, волны и т. д. Это было минималистское выражение, но не достигавшее полного абстракционизма.
Находясь по стипендии Гуггенхайма в Нью-Йорке в 1967—1968 годах, он познакомился с художником Марком Ротко, работы которого произвели на него сильное впечатление. Возвратившись в Мексику, он решил вернуться к фигуративному искусству. Важнейшее полотно этого позднейшего периода — триптих, посвященный Троцкому.
В его зрелой манере живописи были некоторые черты экспрессионизма, но его основной моделью определённо было итальянское Возрождение — Караваджо, Тициан и Артемизия Джентилески были для него современниками. Источником вдохновения также была фламандская и голландская живопись, в частности Питер Пауль Рубенс и Рембрандт. Многие из его тем были заимствованы из классической живописи, но изменены, измельчены на множество фрагментов и изобретены заново. По сути, хотя он и соглашался с молодыми художниками в новых образах и фигурах, но не верил полный в отказ от традиционных методов и техник. Некоторые его работы отмечены духом чувственности и эротизма, другие имеют социально-политическую окраску. Его наследие также включает восемь автопортретов.
Продолжительное знакомство с классической живописью побудило Влади рисовать по строжайшим техникам своих мастеров, используя натуральные продукты, такие как яичный желток и земляные порошки, и полностью отказаться от того, что он называл промышленной росписью. Эта настойчивость в классической технике побудила Влади отвергнуть большую часть современного искусства, которое, как он считал, забыло принципы хорошей живописи. Ему нравилось говорить: «Если бы Пикассо или Фрэнсис Бэкон могли вернуться во времени и прийти в студию Верроккьо или Рафаэля Санцио, они бы не протянули и недели, их бы выгнали как плохих художников…».

## Центр Влади
В 2004 году он пожертвовал большую часть своей коллекции произведений искусства, в общей сложности 4600 картин, рисунков и гравюр, Национальному институту изящных искусств Около 1000 произведений являются частью Centro Vlady Автономного университета Сьюдад-де-Мексико (UACM). Миссия центра — охранять, проводить исследования и продвигать дело жизни Влади, а также его отца Виктора Сержа. Центр был открыт его вдовой Исабель Диас Фабела и его племянником Карлосом Диасом в июле 2005 года. В центре находится постоянная коллекция из 318 картин, 245 гравюр, литографий и офортов на линолеуме, 63 масла и 376 рисунков и акварелей. Это не совсем музей, хотя он спонсирует исследования, выставки и продвижение работ художника.
С 2011 года между потомками Влади и школой идет спор. Первые утверждают, что колледж не выполнял взятые на себя обязательства.